# Békésszentandrás
Békésszentandrás là một làng thuộc hạt Békés, Hungary. Làng này có diện tích 77,45 km², dân số năm 2010 là 3846 người, mật độ 50 người/km².